# Gée
Gée era una comuna francesa situada en el departamento de Maine y Loira, de la región de Países del Loira, que el 1 de enero de 2016 pasó a ser una comuna delegada de la comuna nueva de Beaufort-en-Anjou al fusionarse con la comuna de Beaufort-en-Vallée.

## Demografía
| Gráfica de evolución demográfica de Gée entre 1800 y 2012 |
|                                                           |

Los datos demográficos contemplados en este gráfico de la comuna de Gée se han cogido de 1800 a 1999 de la página francesa EHESS/Cassini, y los demás datos de la página del INSEE.